# 羅馬尼亞政治
羅馬尼亞自推翻罗马尼亚共产党中央委员会总书记齐奥塞斯库后，實行半總統制。羅馬尼亞總統為國家元首，而羅馬尼亞總理則是政府首腦。羅馬尼亞有的政體為多黨制，政府擁有行政權，立法權則屬於政府和國會，屬於兩院制。司法權獨立於行政機構和立法機構之外，另設一獨立於三權外的特別司法系統，包括最高正義及撤銷法院。羅馬尼亞在1991年通過了新憲法，並在2003年進行修正，宣稱羅馬尼亞是民主社會主義共和國，且國家主權屬於人民。「尊嚴、自由、人權、正義和政治多元絕對至上，且受到憲法保障」。所有18歲以上羅馬尼亞公民均擁有投票權。